# La Faute (téléfilm)
Pour les articles homonymes, voir La Faute.
Pour plus de détails, voir Fiche technique et Distribution.
La Faute (La Culpa en version originale) est un téléfilm thriller-horreur espagnol réalisé par Narciso Ibáñez Serrador.

## Synopsis
Espagne, 1970. Ana (Nieve de Medina), gynécologue réputée, accueille Gloria (Montse Mostaza) et sa fille, Vicky (Alejandra Lorenzo), dans sa vieille bâtisse. En échange de son hospitalité, Gloria la secondera dans ses opérations médicales. Elle ignore toutefois que son amie pratique d'étranges avortements. Lorsque Gloria tombe enceinte, la situation bascule et Ana la supplie d'avorter. Mais la jeune femme refuse et de mystérieux phénomènes se produisent...

## Fiche technique
- Titre français : La Faute
- Titre original : La Culpa
- Réalisation : Narciso Ibáñez Serrador
- Production : Álvaro Augustín, Julio Fernández
- Musique : Víctor Reyes
- Photographie : José Luis Alcaine
- Montage : David Pinillos
- Effets spéciaux : Juan Ramón Molina
- Pays de production :  Espagne
- Tournage :
  - Langues : anglais, français, espagnol
- Société de production et de distribution : Filmax
- Genre : thriller-horreur
- Durée : 72 min
- Dates de sortie : 
  - Espagne : mars 2006 (sorti au cinéma et en DVD)
  - France : 2007 (uniquement sorti en DVD)
  - Royaume-Uni : 2007 (uniquement sorti en DVD)
- Film interdit aux moins de 12 ans.

## Distribution
- Nieve de Medina : Ana
- Montse Mostaza : Gloria
- Alejandra Lorenzo : Vicky
- Rocio Calvo : Amparo
- Mariana Cordero : Teresa
- Asunción Díaz : Consuelo
- Lourdes Bartolome : Monja
- Elena de Frutos :  Aurora
- Paloma Ruiz de Alda : Marta

## Tournage
- Ce téléfilm fait partie de la gamme de films d'horreur en Espagne, Scary Stories « Películas para no dormir » (Films qui vous tiennent éveillés).